# Га-Мошава
Стадіон Га-Мошава (івр. אִצְטַדְיוֹן הַמוֹשָׁבָה, Іцта́діон га-Мошава́), також відомий як стадіон Петах-Тіква, — футбольний стадіон у місті Петах-Тіква, Ізраїль. Він був завершений у 2011 році, використовується в основному для футбольних матчів і є домашнім стадіоном місцевих команд «Хапоель» та «Маккабі».

## Історія
Стадіон має загальну місткість 11 500 місць з можливістю подальшого будівництва 8 500 місць на південній та північній трибунах, що загалом складає 20 000 місць.
Як частина великого спортивного парку в новій промисловій зоні міста, комплекс також матиме багатофункціональну арену на 3 000 місць та тренувальні поля зі штучним покриттям Бюджет стадіону становив 25 мільйонів доларів США.
Дизайнерами нового стадіону були GAB (Goldshmidt Arditty Ben Nayim) Architects, одна з архітектурних фірм Ізраїлю, яка також спроєктувала новий стадіон Нетанії та стадіон Габерфельд в Рішон-ле-Ціоні.
Стадіон був урочисто відкритий 6 грудня 2011 року після майже двох років будівництва. Це було одне з чотирьох місць проведення Чемпіонату Європи з футболу 2013 року серед молоді до 21 року, де проходили три групові матчі та півфінал.
Назва стадіону викликала суперечки в Петах-Тікві, оскільки вболівльники місцевого «Хапоеля» хотіли назвати його Рош га-загав (Золота голова) на честь гравця «Хапоель» з Петах-Тікви та гравця збірної Ізраїлю з футболу Нахума Стельмаха. У відповідь вболівальники місцевого «Маккабі» запропонували назвати стадіон на честь Шмуеля Бен-Дрора, який грав у клубі понад двадцяти років, був першим капітаном збірної Ізраїлю та забив перший гол за Ізраїль.
У вересні 2010 року муніципалітет Петах-Тікви вирішив назвати стадіон «Га-Мошава» на честь прізвиська міста «Ем га-мошавот» (івр. אם המושבות, «Мати поселень»).
У 2014 році стадіон «Га-Мошава» прийняв Об'єднаний Суперкубок 2014 року.

## Галерея

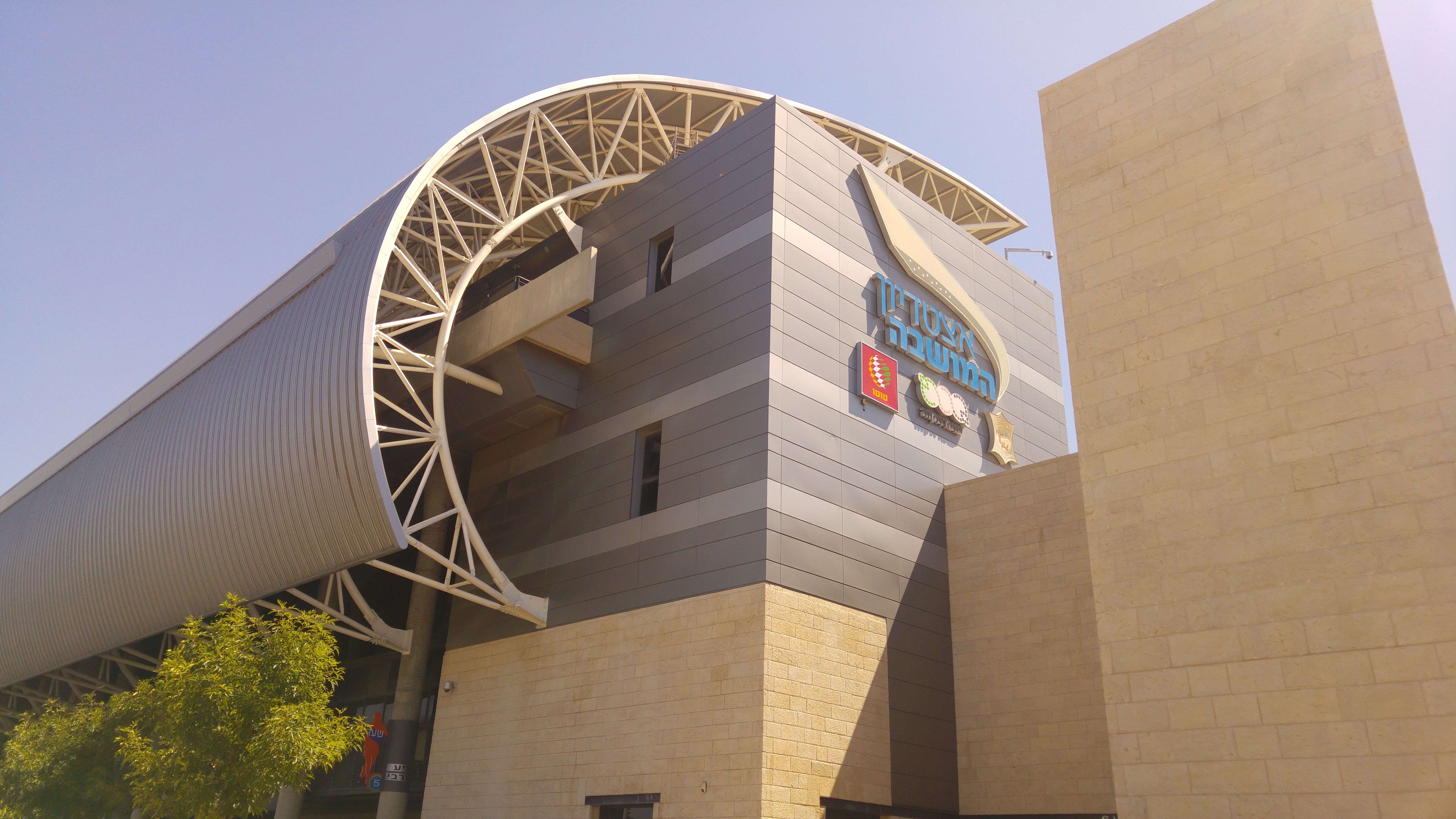
Stadion ha-Mošava, 2016
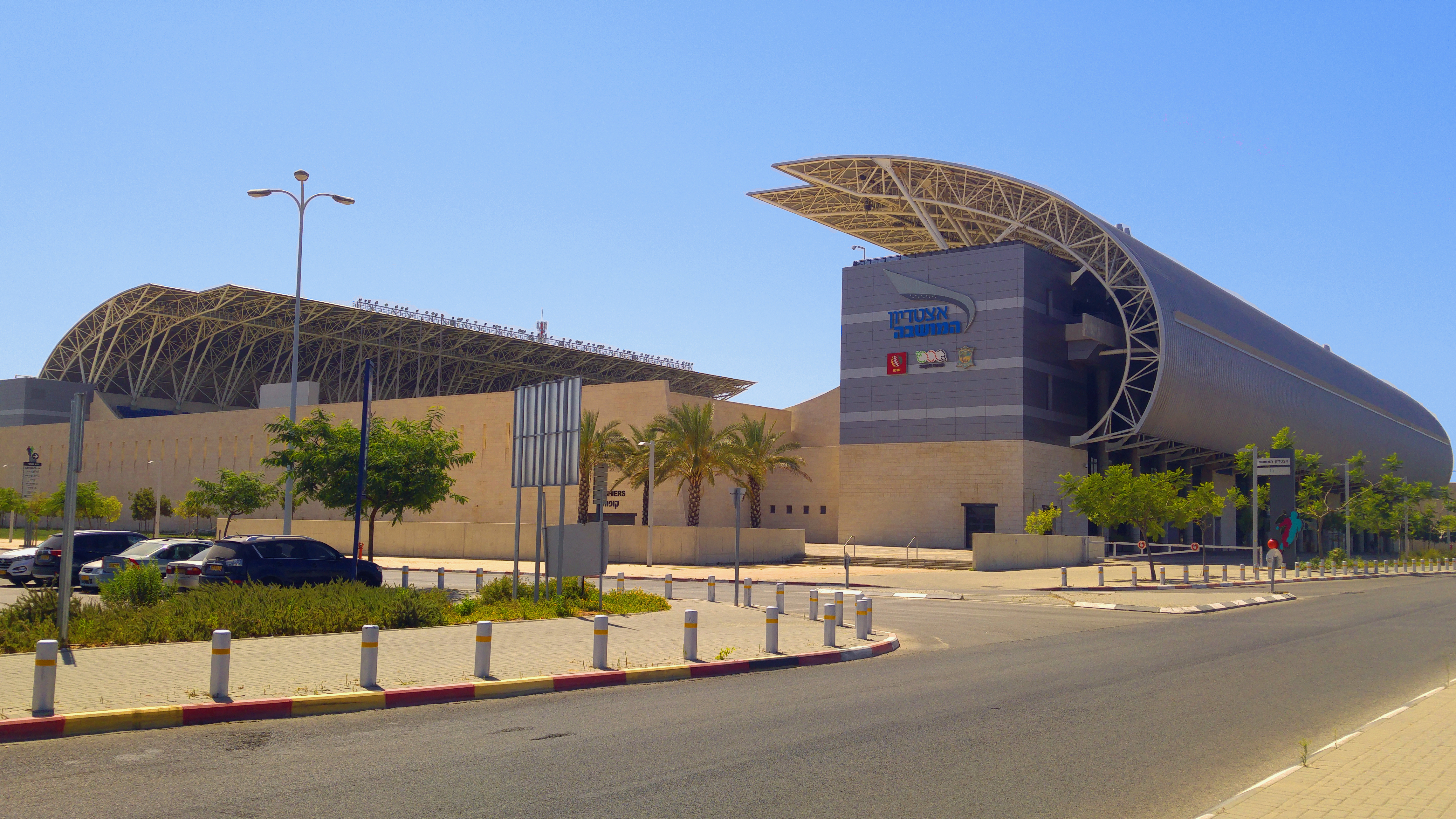
Stadion ha-Mošava, 2016
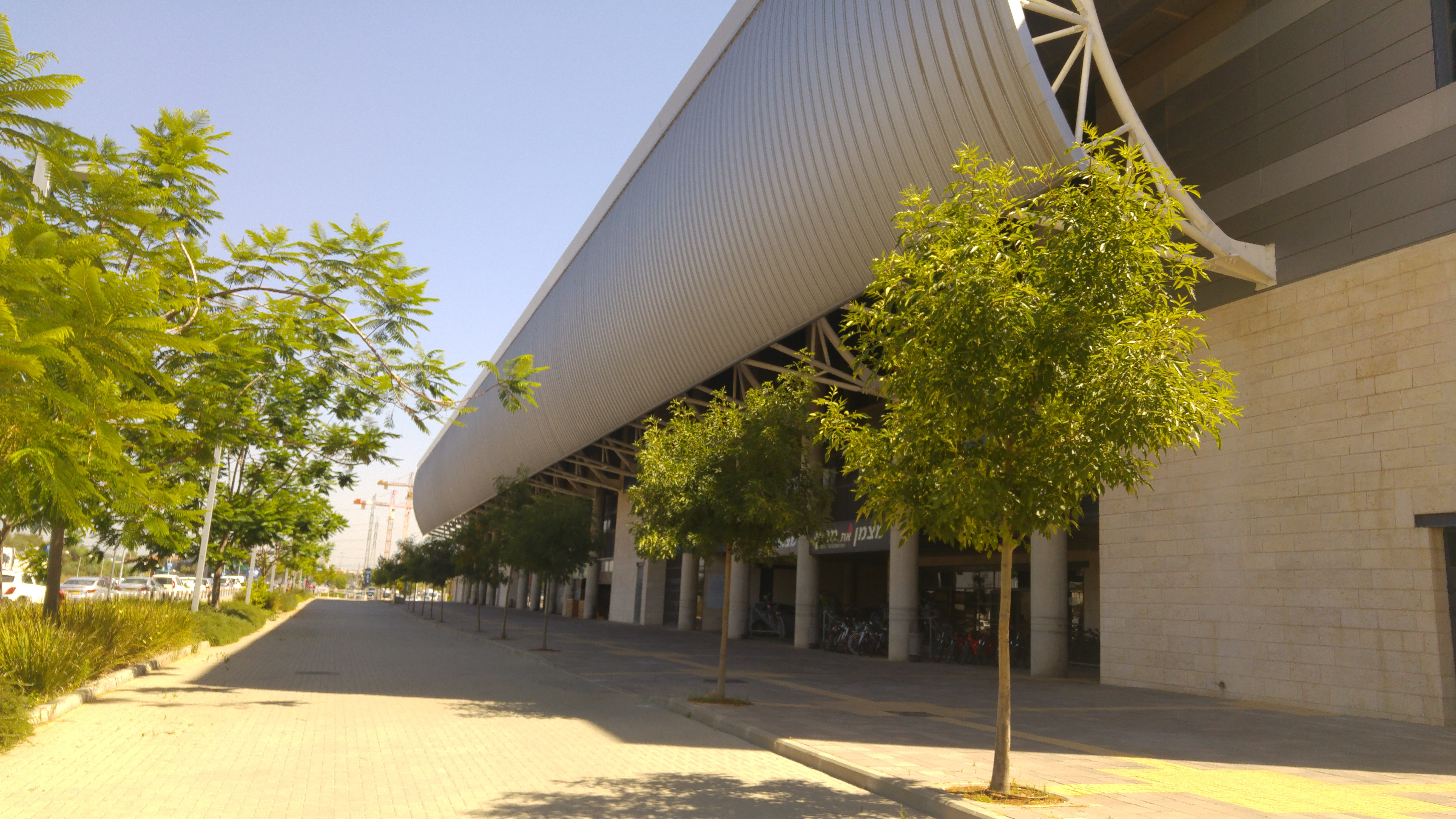
Stadion ha-Mošava, 2016
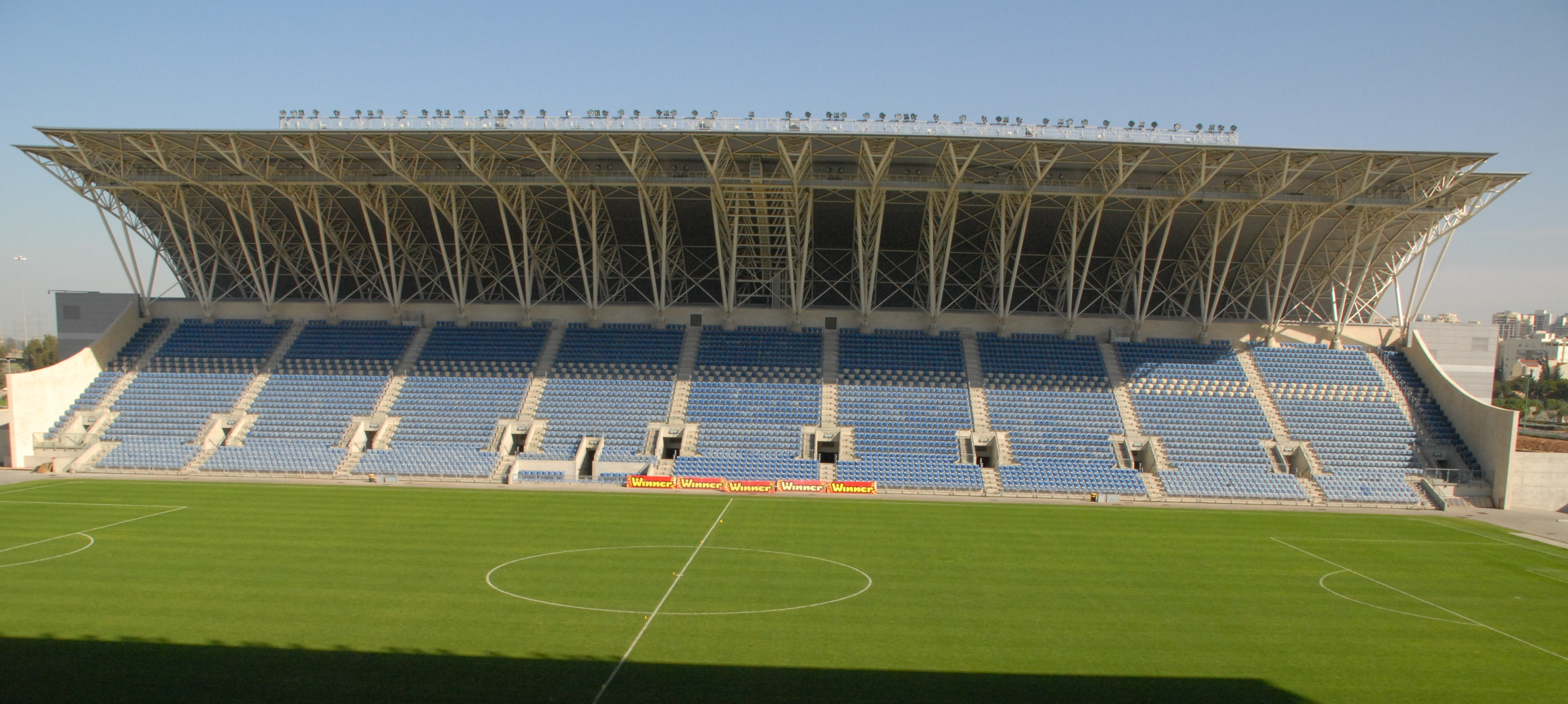
Stadion ha-Mošava, 2012

## Міжнародні матчі
| Дата            |            | Результат |            | Конкуренція           | Відвідуваність |
| --------------- | ---------- | --------- | ---------- | --------------------- | -------------- |
| 29 лютого 2012  | Ізраїль    | 4–0       | Україна    | Товариський матч U-21 | 7 000          |
| 29 лютого 2012  | Ізраїль    | 2–3       | Україна    | Товариський матч      | 7 000          |
| 14 жовт. 2012   | Ізраїль    | 4–1       | Бельгія    | Товариський матч U-21 |                |
| 21 березня 2013 | Ізраїль    | 1–2       | Нідерланди | Товариський матч U-21 | 9 000          |
| 6 червня 2013   | Нідерланди | 3–2       | Німеччина  | 2013 Євро U-21        | 10 248         |
| 8 червня 2013   | Англія     | 1–3       | Норвегія   | 2013 Євро U-21        | 6 150          |
| 12 червня 2013  | Іспанія    | 3–0       | Нідерланди | 2013 Євро U-21        | 10 024         |
| 16 червня 2013  | Італія     | 1–0       | Нідерланди | 2013 Євро U-21        | 10 123         |